# Guido I di Blois-Châtillon
Guido di Blois-Châtillon in francese: Guy Ier de Blois-Châtillon (tra il 1280 e il 1290 circa – 12 agosto 1342) fu Conte di Blois e di Dunois e Signore d'Avesnes, di Trélon, di Guise, dal 1307 alla sua morte.

## Origine
Guido, secondo sia il Dictionnaire de la noblesse che la Histoire de la maison de Chastillon-sur-Marne, era il figlio primogenito del conte di Saint-Pol, Conte di Blois e di Dunois, Ugo II e di Beatrice di Fiandra, figlia del Conte di Fiandra e Marchese di Namur, Guido di Dampierre, e della contessa di Namur, Isabella di Lussemburgo, come conferma la Histoire ecclésiastique et civile du duché de Luxembourg et comté ..., Volume 5.
Ugo II di Blois-Châtillon, secondo sia il Dictionnaire de la noblesse che la Histoire de la maison de Chastillon-sur-Marne, era il figlio primogenito del conte di Saint-Pol, Guido III di Blois-Châtillon e di Matilde del Brabante (1224 – 1288), che, secondo la Genealogia Ducum Brabantiæ Heredum Franciæ era figlia del duca di Brabante, Enrico II e di Maria di Svevia, che, secondo gli Annales Marbacenses era la figlia femmina secondogenita del Duca di Toscana, duca di Svevia e re di Germania, Filippo di Svevia e di Irene Angelo, principessa bizantina che era stata principessa consorte di Sicilia (moglie di Ruggero III di Sicilia, dal 1192 al 1193).

## Biografia
Verso il 1300, suo padre, Ugo si ammalò gravemente e fece testamento e, tra gli altri nominò come esecutrice la moglie, Beatrice di Fiandra. Suo padre, Ugo, morì nel 1307, come ci viene confermato dalla Histoire de la maison de Chastillon-sur-Marne, e Guido gli succedette nella Contea di Blois. Un estratto del Parlamento del 1329, delle Histoire de la maison de Chastillon-sur-Marne, Preuves ci informa di un contenzioso tra Guido ed il cugino, il conte di Saint-Pol, Giovanni di Châtillon-Saint-Pol. Secondo il Dictionnaire de la noblesse, Guido morì nel 1342, mentre la Histoire de la maison de Chastillon-sur-Marne, precisa anche il giorno: 12 agosto; Guido fu inumato nella Abbaye de la Guiche, Coulanges (Loir-et-Cher) e gli succedette il figlio primogenito Luigi.

## Matrimonio e discendenza
Guido, secondo il Chronicon Guillelmi de Nangiaco, nel 1310, aveva sposato Margherita di Valois, figlia del conte di Valois, Conte di Angiò e del Maine, conte d'Alençon e conte di Chartres, Carlo di Valois, e della prima moglie, la Contessa di Angiò e del Maine, Margherita (citata col nome della seconda moglie), figlia secondogenita (prima femmina) di Carlo II d'Angiò, detto lo Zoppo, principe di Salerno e futuro conte d'Angiò e del Maine, conte di Provenza e Forcalquier, re di Napoli e re titolare di Sicilia, principe di Taranto, re d'Albania, principe d'Acaia e re titolare di Gerusalemme, e di Maria d'Ungheria (1257 ca. – 25 marzo 1323); il Chronicon Guillelmi de Nangiaco, rammenta anche che quando Margherita era ancora piccola era stato redatto un accordo matrimoniale con Guido.
Guido da Margherita ebbe tre figli:
- Luigi († 1346), Conte di Blois[1]
- Carlo (Blois, 1319 circa – Auray, 29 settembre 1364)[1] pretendente al titolo di duca di Bretagna
- Maria (1323 – 19 maggio 1363) († 1346) Duchessa consorte di Lorena dal 1334 al 1346 e reggente del ducato

### Fonti primarie
- (LA)  Monumenta Germaniae Historica, Scriptores, tomus XXV.
- (LA)  Monumenta Germaniae Historica, Scriptores, tomus XVI.
- (LA)  Recueil des historiens des Gaules et de la France. Tome 20.

### Letteratura storiografica
- (FR)  Histoire ecclésiastique et civile du duché de Luxembourg et comté ..., Volume 5.
- (FR)  Dictionnaire de la noblesse.
- (FR)  Histoire de la maison de Chastillon-sur-Marne.